# Сен-Папуль
Сен-Папу́ль (фр. Saint-Papoul) — коммуна во Франции, находится в регионе Лангедок — Руссильон. Департамент коммуны — Од. Входит в состав кантона Северный Кастельнодари. Округ коммуны — Каркасон.
Код INSEE коммуны — 11361.

## Население
Население коммуны на 2008 год составляло 778 человек.
| 1962 | 1968 | 1975 | 1982 | 1990 | 1999 | 2008 |
| ---- | ---- | ---- | ---- | ---- | ---- | ---- |
| 602  | 617  | 678  | 673  | 762  | 770  | 778  |

## Экономика
В 2007 году среди 484 человека в трудоспособном возрасте (15—64 лет) 336 были экономически активными, 148 — неактивными (показатель активности — 69,4 %, в 1999 году было 69,5 %). Из 336 активных работали 303 человека (162 мужчины и 141 женщина), безработных было 33 (13 мужчин и 20 женщин). Среди 148 неактивных 46 человек были учениками или студентами, 56 — пенсионерами, 46 были неактивными по другим причинам.

## Достопримечательности
- Аббатство Сен-Папуль (исторический памятник с 1846 года)
- Замок Ферраль, построенный в 1567 году
- Часовня, восстановленная в XIX веке, возведена на месте под названием Эрмитаж, где был замучен св. Папуль

## Фотогалерея

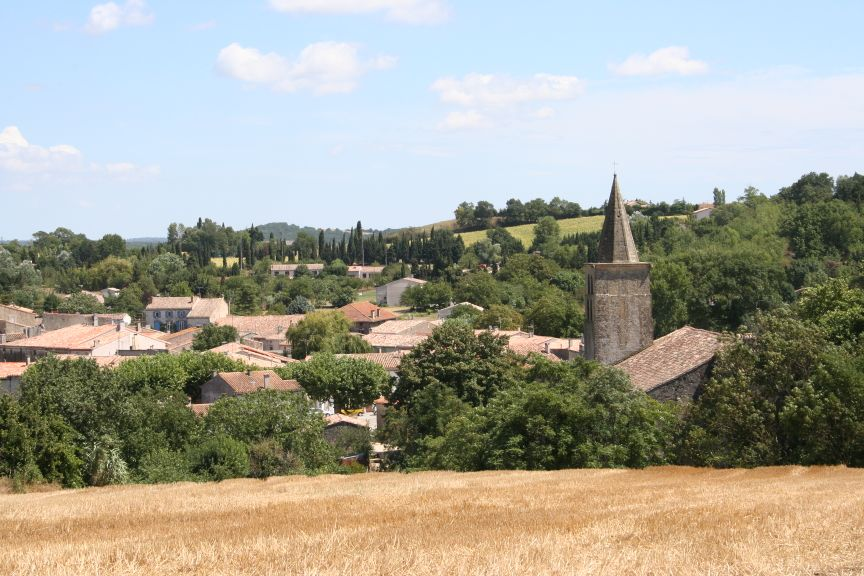
Сен-Папуль
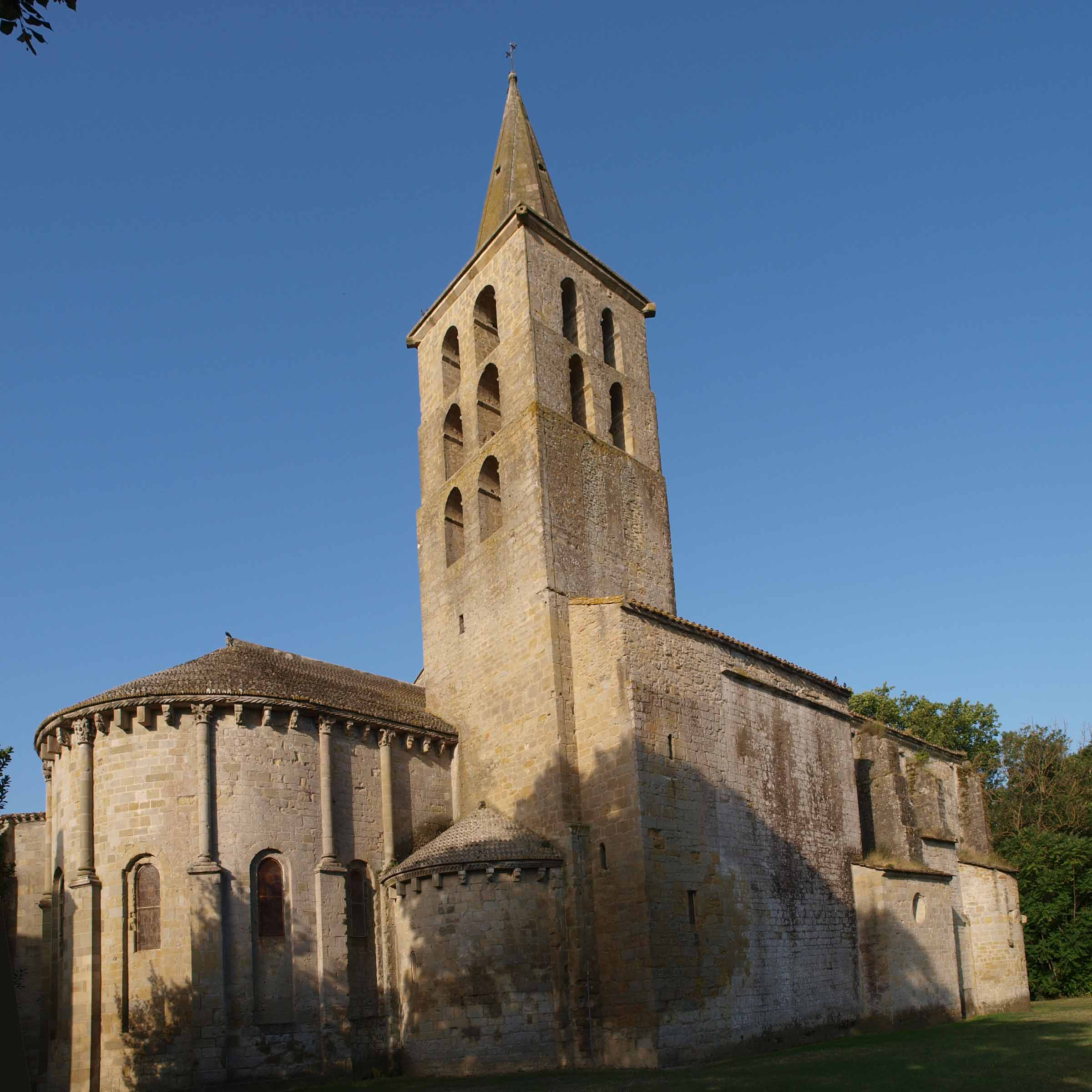
Аббатство